# منتخب سلوفاكيا لكرة الطائرة للسيدات
منتخب سلوفاكيا الوطني لكرة الطائرة للسيدات (بالسلوفاكية: Slovenské národné volejbalové družstvo žien)‏ هو ممثل سلوفاكيا الرسمي في المنافسات الدولية في كرة طائرة في فئة كرة الطائرة للسيدات.